# Marginal Pinheiros
A Marginal Pinheiros (oficialmente denominada SP-015 ou Via Professor Simão Faiguenboim) é o conjunto de avenidas que margeiam o Rio Pinheiros na cidade de São Paulo, no Brasil, formando a segunda via expressa mais importante da cidade. Liga a região de Interlagos (um bairro na zona sul, importante por ficar entre dois "lagos", a represa Guarapiranga e a represa Billings) à região do Complexo Viário Heróis de 1932, no acesso à Rodovia Castelo Branco. Ela dá acesso às rodovias Imigrantes e Anchieta por meio da Avenida dos Bandeirantes e, por conta disto, recebia, em seu trajeto, grande fluxo de caminhões que vinham do interior do país com destino ao Porto de Santos.
Esses caminhões foram transferidos para o Rodoanel Mário Covas. Atualmente, o tráfego desses veículos está proibido ao longo da Avenida dos Bandeirantes de segunda a sexta-feira, das cinco às vinte e uma horas e aos sábados, das dez às catorze horas, exceto nos feriados. Em conjunto com a Avenida Prof. Francisco Morato, na altura da Ponte Eusébio Matoso (próximo a Cidade Universitária), a via expressa também dá acesso às rodovias Raposo Tavares e Régis Bittencourt.
Uma das principais vias da cidade de São Paulo, a Marginal Pinheiros teve seu projeto inicial criado em 1920. O responsável pelo projeto foi o engenheiro Francisco Saturnino de Brito, um importante sanitarista brasileiro que faleceu em 1929. Foi somente em 1930, sob a tutela do então engenheiro Francisco Prestes Maia, que surgiu o Projeto de Avenidas, que tinha como objetivo a criação de avenidas longas ao lado das margens dos rios e a canalização dos mesmos. Em 1950, o norte-americano Robert Moses reforçou o projeto idealizado por Prestes Maia e, em 1970, as construções iniciaram.
Atualmente, a avenida passa por uma forte mudança em seu perfil, com a construção de diversos arranha-céus ao longo da mesma, devido à grande especulação imobiliária, além de projetos de arborização nas margens do Rio Pinheiros.
Em julho de 2015 a velocidade máxima na Marginal Pinheiros foi reduzida (70 km/h nas vias expressas e 50 km/h nas vias locais). Em 25 de janeiro de 2017, a Prefeitura de São Paulo elevou as respectivas velocidades para 90 km/h nas vias expressas e 60 km/h nas vias locais. As mudanças causaram impacto no número de acidentes. Após o restabelecimento dos limites da Marginal, agentes da CET (Companhia de Engenharia de Tráfego) registaram 117 acidentes com vítimas nas vias, no segundo mês após o novo limite imposto pelo Governo de São Paulo. No ano de 2016, a média mensal de acidentes na Marginal Pinheiros foi de 64.
No dia 15 de novembro de 2018, o viaduto sobre a CPTM (antes chamado de Ponte "Nova Fepasa"), localizado na pista expressa da Marginal Pinheiros, próximo à Ponte do Jaguaré, cedeu cerca de dois metros após uma das placas de apoio das juntas de dilatação se romper, de acordo com o secretário municipal de transportes, João Otaviano. Cinco carros que passavam pelo viaduto no momento do incidente ficaram danificados, e um motorista teve escoriações leves. O viaduto ficou interditado por quatro meses, e após a realização de testes, foi reaberto para carros e caminhões no dia 16 de março de 2019.

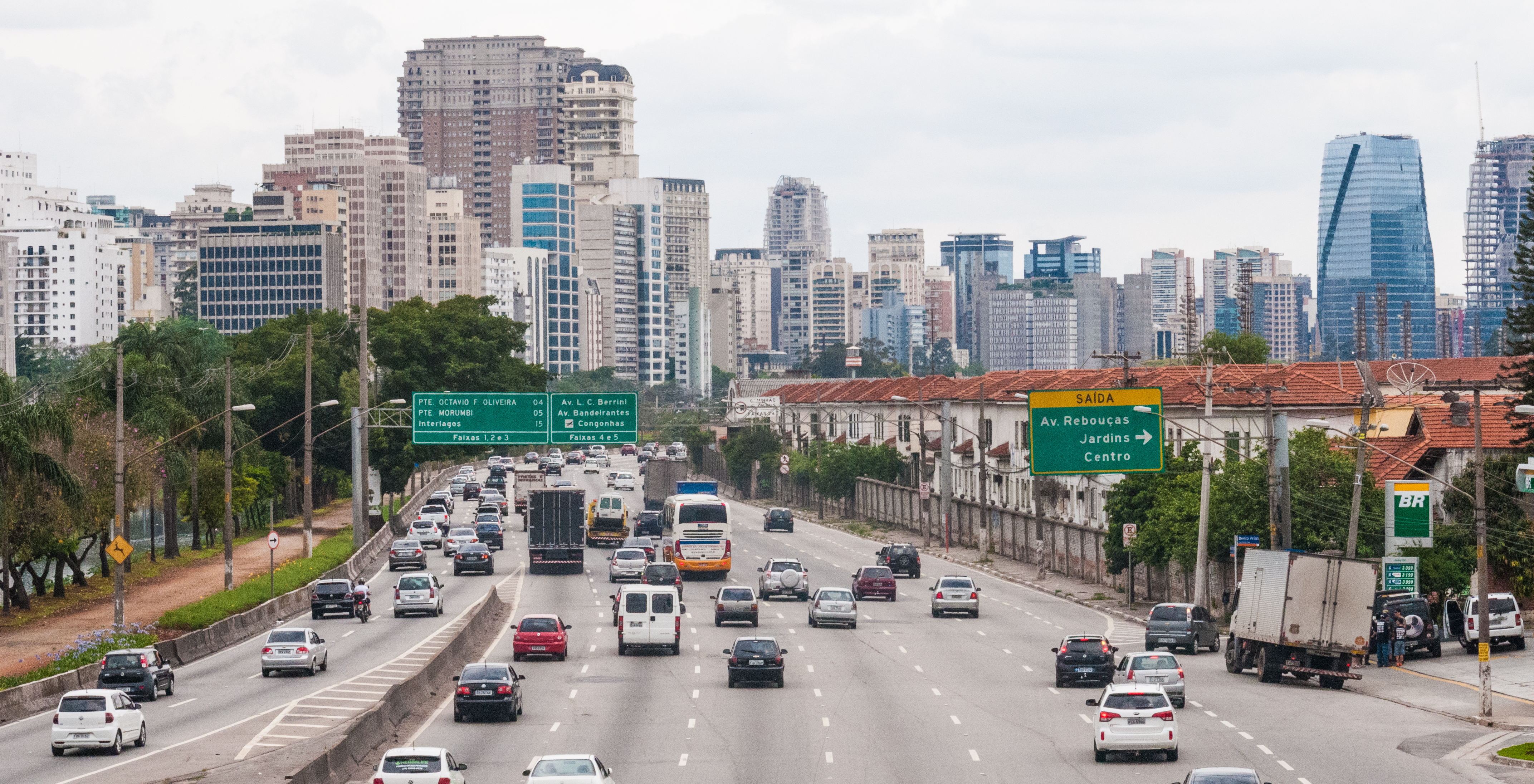
Marginal Pinheiros próximo ao Jockey Club de São Paulo

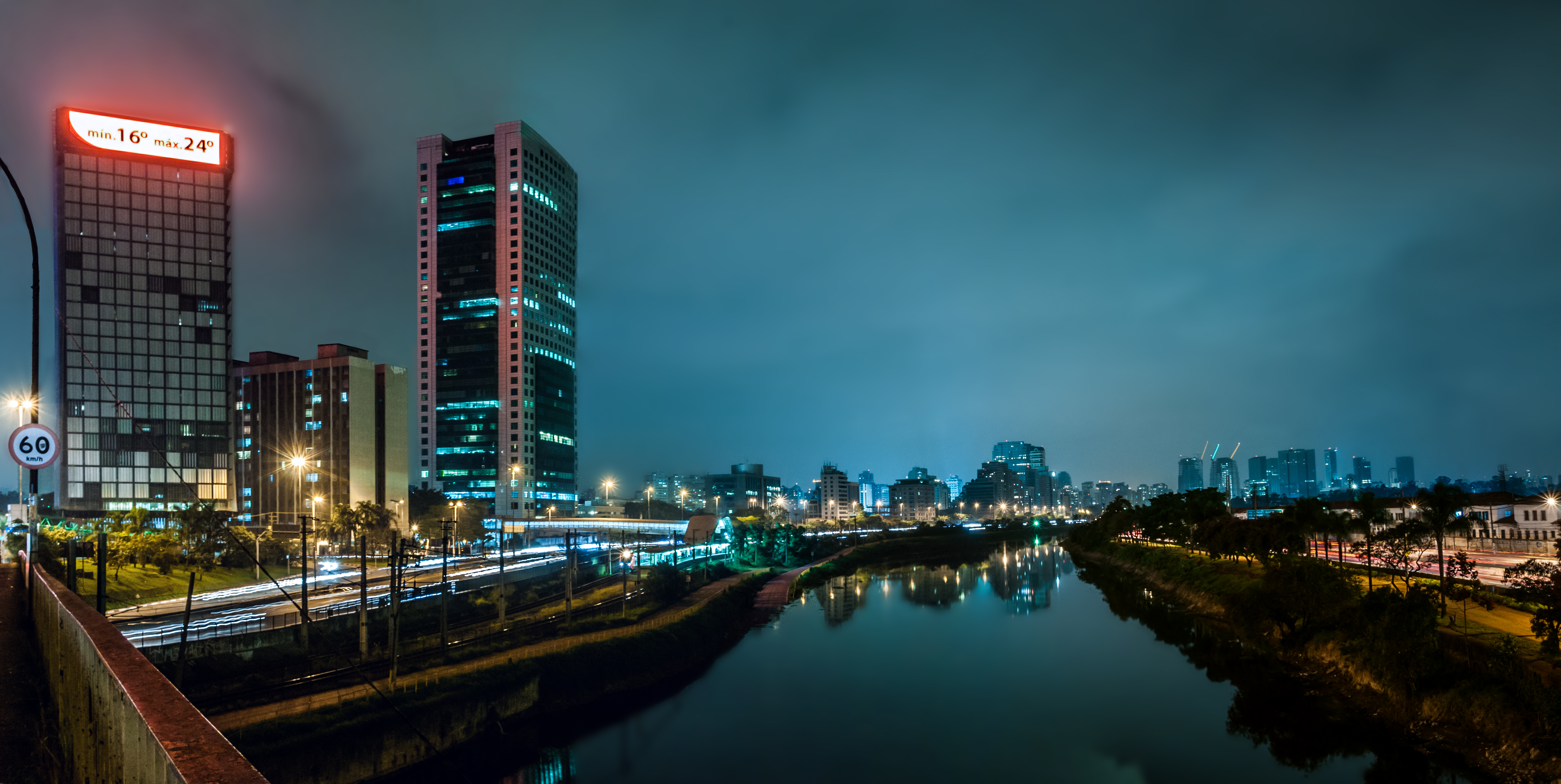
Marginal Pinheiros à noite

## Ruas e avenidas
As avenidas que formam a Marginal são:
- Avenida Engenheiro Billings
- Avenida Alcides Sangirardi
- Avenida Magalhães de Castro
- Avenida Major Sylvio de Magalhães Padilha
- Avenida Doutora Ruth Cardoso (antigo trecho da Rua Hungria)[12]
- Avenida Guido Caloi
- Avenida das Nações Unidas
- Rua Hungria
- Rodovia Professor Simão Faiguenboim

## Complexos viários
As pontes e complexos viários que compõem a Marginal Pinheiros no sentido Norte-Sul são:
| Principais acessos | Via a Oeste                                                                         | Complexo Viário                                                                   | Via a Leste                                   | Principais acessos |
| Alphaville, Osasco, Barueri                                                                                                | Rodovia Castelo Branco                                                              | Complexo Viário Heróis de 1932 ("Cebolão")                                        | Via Professor Simão Faiguenboim               | Zona Leste, Zona Norte, Centro, rodovias Anhanguera, Bandeirantes, Dutra, Fernão Dias, Ayrton Senna |
| Jaguaré, Parque Continental, Osasco                                                                                        | Estação Presidente Altino                                                           | Ponte Ferroviária "Nova Fepasa" (Linhas 8 e 9 do Trem Metropolitano de São Paulo) | Estação Imperatriz Leopoldina/Estação Ceasa   | Vila Leopoldina, Lapa, Pinheiros, Brooklin, Grajaú |
| Jaguaré, Rio Pequeno, Osasco                                                                                               | Avenida Jaguaré                                                                     | Ponte do Jaguaré                                                                  | Avenida Queirós Filho                         | Lapa, Vila Leopoldina |
| Universidade de São Paulo, Cidade Universitária, Butantã, Rodovia Raposo Tavares, Cotia, Itapetininga, Presidente Prudente | Rua Alvarenga                                                                       | Ponte Cidade Universitária                                                        | Avenida Professor Manuel José Chaves          | Alto de Pinheiros, Alto da Lapa |
| Butantã, Jaguaré, Osasco                                                                                                   | Avenida Vital Brazil/Avenida Corifeu de Azevedo Marques                             | Ponte Bernardo Goldfarb                                                           | Rua Butantã/Rua Eugênio de Medeiros           | Pinheiros, Rua Teodoro Sampaio, Hospital das Clínicas |
| Butantã, Morumbi, Vila Sônia, Taboão da Serra, Itapecerica da Serra, Curitiba                                              | Avenida Professor Francisco Morato/Estrada do Campo Limpo/Rodovia Régis Bittencourt | Ponte Eusébio Matoso                                                              | Avenida Eusébio Matoso/Avenida Rebouças       | Pinheiros, Itaim Bibi, Avenida Brigadeiro Faria Lima, Avenida Paulista, Centro |
| Cidade Jardim, Morumbi, Jockey Club, Palácio dos Bandeirantes, Estádio Morumbis                                            | Avenida dos Tajurás                                                                 | Ponte Cidade Jardim (Engenheiro Roberto Rossi Zuccolo)                            | Avenida Cidade Jardim/Avenida 9 de Julho      | Itaim Bibi, Jardins, Pinheiros |
| Cidade Jardim, Morumbi | Avenida Lineu de Paula Machado/R. Engenheiro Oscar Americano                        | Túnel Presidente Jânio Quadros                                                    | Avenida Juscelino Kubitschek                  | Itaim Bibi, Ibirapuera, Avenida 23 de Maio, Centro |
| Cidade Jardim, Morumbi | Avenida das Magnólias                                                               | Túnel Sebastião Camargo                                                           | Avenida Juscelino Kubitschek                  | Itaim Bibi, Ibirapuera, Avenida 23 de Maio, Centro, Moema, Vila Mariana, Ipiranga, Vila Prudente |
| | Marginal Pinheiros                                                                  | Ponte Engenheiro Ary Torres                                                       | Avenida dos Bandeirantes                      | Avenida Engenheiro Luís Carlos Berrini, Vila Olímpia, Brooklin, Campo Belo, Moema, Aeroporto de Congonhas, Jabaquara, Planalto Paulista, Saúde, Rodovia dos Imigrantes, Cursino, Sacomã, Rodovia Anchieta, ABC Paulista, Santos, Ipiranga, Vila Prudente |
| | Marginal Pinheiros                                                                  | Ponte Octávio Frias de OliveiraPonte Estaiada                                     | Avenida Jornalista Roberto Marinho            | Brooklin, Vila Cordeiro, Campo Belo, Jabaquara |
| Morumbi, Palácio dos Bandeirantes, Estádio do Morumbi, Vila Andrade                                                        | Avenida Morumbi                                                                     | Ponte Caio Pompeu de Toledo Ponte do Morumbi                                      | Avenida Morumbi                               | Brooklin |
| | Marginal Pinheiros                                                                  | Nova Ponte do Morumbi                                                             | Avenida Roque Petroni Junior                  | Brooklin, Cidade Ademar, Diadema, Rodovia dos Imigrantes, Rodovia Anchieta |
| Vila Andrade, Panamby, Burle Marx                                                                                          | Marginal Pinheiros                                                                  | Ponte Vice-Presidente José Alencar Ponte Laguna                                   | Rua Laguna/Marginal Pinheiros                 | Chácara Santo Antônio, Santo Amaro |
| Vila Andrade, Panamby, Burle Marx                                                                                          | Rua Itapaiúna/Marginal Pinheiros                                                    | Ponte Edson de Godoy Bueno Ponte Itapaiúna                                        | Marginal Pinheiros                            | Santo Amaro, Chácara Santo Antônio |
| Capão Redondo, Campo Limpo, Jardim São Luís, Itapecerica da Serra                                                          | Estrada de Itapecerica                                                              | Ponte João Dias                                                                   | Avenida João Dias                             | Santo Amaro |
| | Avenida Guido Caloi                                                                 | Ponte Transamérica                                                                | Avenida das Nações Unidas                     | Santo Amaro, Socorro, Jurubatuba |
| Jardim Ângela | Avenida Guarapiranga                                                                | Ponte do Socorro                                                                  | Avenida Vitor Manzini/Avenida Washington Luís | Socorro, Santo Amaro, Campo Belo, Aeroporto de Congonhas, Centro, Zona Norte |
| Interlagos, Cidade Dutra, Autódromo José Carlos Pace, Grajaú, Parelheiros, Marsilac                                        | Avenida Interlagos                                                                  | Ponte Jurubatuba                                                                  | Avenida Interlagos                            | Cidade Ademar, Santo Amaro |
| Cidade Dutra, Autódromo José Carlos Pace, Grajaú, Parelheiros, Marsilac                                                    | Av. Jair Ribeiro da Silva                                                           | Ponte Vitorino Goulart da Silva                                                   | Av. Jair Ribeiro da Silva                     | Campo Grande, Cidade Ademar, Pedreira |